# Attignat-Oncin
Attignat-Oncin és un municipi francès situat al departament de la Savoia i a la regió d'Alvèrnia-Roine-Alps. L'any 2007 tenia 541 habitants.

## Demografia

### Població
El 2007 la població de fet d'Attignat-Oncin era de 541 persones. Hi havia 208 famílies de les quals 47 eren unipersonals (27 homes vivint sols i 20 dones vivint soles), 67 parelles sense fills, 82 parelles amb fills i 12 famílies monoparentals amb fills.
La població ha evolucionat segons el següent gràfic:
Habitants censats

### Habitatges
El 2007 hi havia 319 habitatges, 218 eren l'habitatge principal de la família, 82 eren segones residències i 19 estaven desocupats. 295 eren cases i 19 eren apartaments. Dels 218 habitatges principals, 183 estaven ocupats pels seus propietaris, 26 estaven llogats i ocupats pels llogaters i 9 estaven cedits a títol gratuït; 5 tenien dues cambres, 24 en tenien tres, 42 en tenien quatre i 147 en tenien cinc o més. 182 habitatges disposaven pel capbaix d'una plaça de pàrquing. A 80 habitatges hi havia un automòbil i a 128 n'hi havia dos o més.

### Piràmide de població
La piràmide de població per edats i sexe el 2009 era:
| Homes | Edats   | Dones |
| ----- | ------- | ----- |
| 0     | 95 o +  | 4     |
| 0     | 90 a 94 | 0     |
| 4     | 85 a 89 | 0     |
| 4     | 80 a 84 | 8     |
| 4     | 75 a 79 | 8     |
| 8     | 70 a 74 | 4     |
| 24    | 65 a 69 | 24    |
| 16    | 60 a 64 | 8     |
| 8     | 55 a 59 | 8     |
| 12    | 50 a 54 | 4     |
| 20    | 45 a 49 | 16    |
| 8     | 40 a 44 | 20    |
| 28    | 35 a 39 | 20    |
| 16    | 30 a 34 | 20    |
| 12    | 25 a 29 | 8     |
| 8     | 20 a 24 | 4     |
| 8     | 15 a 19 | 8     |
| 12    | 10 a 14 | 24    |
| 32    | 5 a 9   | 4     |
| 20    | 0 a 4   | 8     |

## Economia
El 2007 la població en edat de treballar era de 347 persones, 268 eren actives i 79 eren inactives. De les 268 persones actives 253 estaven ocupades (139 homes i 114 dones) i 15 estaven aturades (8 homes i 7 dones). De les 79 persones inactives 40 estaven jubilades, 16 estaven estudiant i 23 estaven classificades com a «altres inactius».

### Ingressos
El 2009 a Attignat-Oncin hi havia 220 unitats fiscals que integraven 568,5 persones, la mediana anual d'ingressos fiscals per persona era de 19.894 €.

### Activitats econòmiques
Dels 23 establiments que hi havia el 2007, 1 era d'una empresa alimentària, 3 d'empreses de fabricació d'altres productes industrials, 3 d'empreses de construcció, 2 d'empreses de comerç i reparació d'automòbils, 1 d'una empresa de transport, 2 d'empreses d'hostatgeria i restauració, 1 d'una empresa financera, 3 d'empreses immobiliàries, 6 d'empreses de serveis i 1 d'una entitat de l'administració pública.
Dels 4 establiments de servei als particulars que hi havia el 2009, 1 era un taller de reparació d'automòbils i de material agrícola, 1 guixaire pintor, 1 electricista i 1 agència immobiliària.
Dels 2 establiments comercials que hi havia el 2009, 1 era una gran superfície de material de bricolatge i 1 una botiga de menys de 120 m².
L'any 2000 a Attignat-Oncin hi havia 27 explotacions agrícoles que ocupaven un total de 765 hectàrees.

## Equipaments sanitaris i escolars
El 2009 hi havia 1 escola elemental i 1 escola elemental integrada dins d'un grup escolar amb les comunes properes formant una escola dispersa.

## Poblacions més properes
El següent diagrama mostra les poblacions més properes.